# Maren Nyland Aardahl
Maren Nyland Aardahl (* 2. März 1994 in Trondheim, Norwegen) ist eine norwegische Handballspielerin, die für den dänischen Erstligisten Odense Håndbold aufläuft.

## Karriere

### Hallenhandball
Maren Nyland Aardahl begann das Handballspielen in ihrer Geburtsstadt bei Byåsen IL, bei dem sie erstmals im Jahre 2012 in der Damenmannschaft eingesetzt wurde. Mit Byåsen wurde sie 2016 norwegische Vizemeisterin. Im Sommer 2019 wechselte die Kreisläuferin zum deutschen Bundesligisten SG BBM Bietigheim. In der Saison 2020/21 stand sie beim rumänischen Erstligisten SCM Râmnicu Vâlcea unter Vertrag. Anschließend wechselte sie zum dänischen Erstligisten Odense Håndbold. Mit Odense gewann sie 2022 und 2025 die dänische Meisterschaft.
Aardahl bestritt 8 Länderspiele für die norwegische Jugendnationalmannschaft, für die sie 6 Treffer erzielte. Für die Juniorinnennationalmannschaft absolvierte sie 17 Länderspiele, in denen sie 20 Tore warf. Mit Norwegen belegte sie den 9. Platz bei der U-20-Weltmeisterschaft 2014. Weiterhin wurde Aardahl 6-mal in der norwegischen B-Nationalmannschaft eingesetzt. Am 10. Oktober 2021 bestritt sie ihr Debüt für die norwegische A-Nationalmannschaft. Kurz darauf nahm Aardahl an der Weltmeisterschaft 2021 teil, bei der sie mit Norwegen den Titel gewann. In darauffolgenden Jahr gewann sie mit Norwegen die Europameisterschaft. Aardahl steuerte 12 Treffer zum Erfolg bei. Im folgenden Jahr errang sie die Silbermedaille bei der Weltmeisterschaft, bei der sie 20 Tore warf. Bei den Olympischen Spielen in Paris gewann sie die Goldmedaille. Im selben Jahr gewann sie einen weiteren Titel bei der Europameisterschaft.

### Beachhandball
Maren Nyland Aardahl lief beim Beachhandball für Utleira IL auf, mit dem sie 2016 die norwegische Meisterschaft gewann. Mit der norwegischen Beachhandballnationalmannschaft nahm sie an der Beachhandball-Weltmeisterschaft 2016 teil, bei der sie die Bronzemedaille gewann. Ein Jahr später gewann sie die Goldmedaille bei der Beachhandball-Europameisterschaft. Aardahl erzielte im Turnierverlauf 152 Punkte, mit Eefke ter Sluis die meisten im Turnier, und wurde zum MVP gewählt. Im selben Jahr nahm sie an den World Games teil. 2018 gewann Aardahl die Silbermedaille bei der Beachhandball-Weltmeisterschaft. Weiterhin wurde sie in das All-Star-Team des Turniers gewählt.